# 경건주의
경건주의(敬虔主義, 독일어: Pietismus 피에티스무스[*], 영어: Pietism 파이어티즘[*])는 16세기말에서 17세기에 형성되었던 개신교 정통주의 신학의 극복을 위해 17세기 유럽 서방교회 개신교회의 독일 교회에서 형성되기 시작하여 유럽 전역에 기독교인다운 경건 생활과 실천 중심의 종교 운동이다. 서방교회의 정통성을 강조하는 개신교 내부의 개신교 정통주의를 극복하기 위해 신학적 개념보다 기독교인의 생활과 실천을 강조하는 사상이자 종교 운동이다. 독일에서 시작되어 유럽 전역과 미대륙까지 퍼진 기독교 활동이었다. 두 번째 종교개혁이라고 평하기도 하며, 더 나아가 유럽 계몽주의 운동의 배경으로 상호 직간접적 영향을 끼쳤고, 유럽 철학사상과 정치적 사상에도 그 영향을 남겼다.

## 경건주의 용어
경건주의는 경건한 생활을 강조하는 경건주의 책자에서 등장하였고, 경건주의자에 대한 개념도 경건주의 계열의 책자를 통해서 나타났다. 경건주의는 경건에 대하여 이론을 연구하는 개념적 활동이 아니라 개신교도의 경건한 생활을 형성하고, 이루기 위한 실제적인 생활 운동이자 사회적인 기독교 운동이었다. 경건주의의 개념은 매우 넓은 개념으로 경건주의 사고, 독서와 실천, 상업 활동, 사회 개화, 종교적 경험, 학교 설립까지 광범위의 영향력을 발휘했고, 17세기에서 18세기까지 영향을 주었고, 계몽주의 발전의 기독교적 배경을 마련하였다.
경건주의는 기독교인의 경건하고 올바른 생활과 가치관에 대한 운동이었고, 실제적인 생활을 개선하는 과정이 포함되었다. 기독교인의 생활과 가치관, 이성, 경험을 경건하도록 실천하는 과정이 따르는 종교이자 사회 운동이었다. 따라서 기존 유럽의 잘못된 관습, 특히 반이성적 활동과 기독교와 관련이 없는데도 종교의 이름으로 자행된 만행 등에 대한 반성 및 개선을 강조하고 실천으로 옮겼다. 이 실천과정과 가치관은 유럽의 계몽주의 운동의 동시대적 배경이며, 기독교 운동으로 계몽주의의 실천에 직간접적 영향을 끼쳤다. 교회를 통한 경건주의는 유럽 전역에 계몽주의 운동과 활동이 발생하도록 하였다. 유럽의 계몽주의 사상과 활동은 개신교 경건주의와 뗄 수 없는 관계로 경건주의 사회적 발전 형태로 이해할 수 있다.

## 경건주의 발생 시대 배경
16세기에 서방교회는 종교 개혁으로 찬성파인 개신교회와 반대파인 천주교회로 나뉘어 국가별 또는 지역별로 구분되었다. 유럽의 중심사상과 사회 기본이었던 서방교회의 분리는 유럽사회의 정치, 경제, 문화에서도 개신교도와 천주교도의 대립으로 완전히 나뉘었다. 16세기가 지나고 17세기를 거치며 서방교회의 개혁 반대파 천주교회와 개혁 찬성파 개신교회는 완전히 교파로 분리되어 각자의 정통성을 강조하는 형국으로 변화하였다.
서방교회의 기독교인들은 서방교회의 양분 이후 사회적으로, 경제적으로 혼란한 시기를 맞이했다. 서방교회 개혁 찬성파인 개신교회는 개신교 정통주의 신학으로 서방교회의 정통성을 주장했고, 개혁 반대파인 천주교회는 트리엔트 공의회를 거치며 서방교회는 분리되고 두 교파가 서방교회의 정통성을 주장하며 상호 대립하는 형국이 되었다. 이 상황에서 대부분이 기독교인이었던 유럽 사회에서 교리적으로 천주교와 개신교 중 어디에 속하는지에 대한 질문은 사회생활과 실생활에도 영향을 끼쳤다. 정부의 성향에 따라 개신교도의 상인협회와 천주교도의 상인협회가 따로 설립되었고, 교파 차이로 인한 동일 지역내에서도 사회적 교류 단절이 나타나기도 했다. 서방교회는 종교개혁의 찬성과 반대 입장에서 점차 교리적으로, 사상적으로 대립하였고, 그 교리가 신자들이 경제적으로 사회적으로 분리, 연합하는 기준이 되었다.
개신교회 내부에서도 교회의 정통성, 즉 정통주의 신학의 교리적 강조에 중점을 두게 되었고, 개신교회의 설교와 선교도 기독교인의 태도와 실천보다는 교리의 인정에 중점을 두게 되었다. 점차 개신교회는 정통을 강조하는 교리 중심이 되어갔다. 개신교의 제도 중심화, 교리 중심화가 신앙의 실천, 변화의 경험을 막는 것에 대한 반성이 나타났고, 이 반성은 독일 개신교회인 루터교회의 내부에서 경건주의로 발생하여 점차 전 유럽 전역과 영국과 미주의 개신교회들로 퍼져갔다.

## 비판
프란시스 쉐퍼는 그의 저서 기독교 선언에서 경건주의가 플라톤적 영성 즉, 세계를 영적인 면과 물질적인 면으로 이등분하는 데에 비판하였다. 즉, 인간 존재의 총제적인 측면을 갖지 못한다고 주장하였다. 그것은 기독교의 지성적인 면을 간과하였다는 것이다. 그러한 결과 개인적인 삶과 전체 문화에 비극을 가져왔다고 주장하였다.

## 같이 보기
- 요한 아른트
- 파울 게르하르트
- 필리프 야코프 슈페너
- 아우구스트 헤르만 프랑케
- 니콜라스 루트비히 폰 진젠도르프
- 존 웨슬리